# Off-World Interceptor
Off-World Interceptor è un videogioco del 1994 sviluppato da Crystal Dynamics per 3DO Interactive Multiplayer. Il gioco ha ricevuto conversioni per PlayStation e Sega Saturn dal titolo Off World Interceptor Extreme.

## Modalità di gioco
Off-World Interceptor è una corsa di monster truck ambientata nello spazio. Presenta una modalità per due giocatori su cinque diversi tracciati.